# 趨溫性
趨溫性(thermotaxis)是指細胞會根據溫度而前進的一種現象。
趨溫性亦可能是指溫度調節。

## 趨溫性的例子
- 臭蟲總是向溫度較高的地方集中-臭蟲的趨溫性(向溫度較高的地方集中)。

## 另見
- 趨向性
- 化學趨向性